# Square (entreprise)
Pour les articles homonymes, voir Square.
Square, ou Square Co., Ltd. (株式会社スクウェア, Kabushiki-gaisha Sukuwea) était une entreprise japonaise de développement et d'édition de jeux vidéo spécialisée dans le jeu vidéo de rôle sur console.
Fondée en septembre 1986 par Masafumi Miyamoto, et auparavant  division de la Denyūsha Electric Company, Square fut centrée sur le nouveau marché des jeux vidéo. Elle connaît son premier grand succès avec le jeu vidéo de rôle Final Fantasy imaginé par le directeur du développement de l'époque : Hironobu Sakaguchi. Ce produit marque la naissance de la principale licence de Square qui deviendra en une dizaine d'années l'une des plus importantes licences mondiales de jeu vidéo. Final Fantasy VII paru en 1997, connaît un énorme succès mondial et contribue fortement à l'internationalisation de la marque Square. Après l'échec du film en images de synthèse photo-réaliste Final Fantasy : Les Créatures de l'esprit, l'entreprise qui était en pleine croissance, connaît des difficultés financières. En 2003, Square fusionne avec son principal concurrent, Enix, pour former Square Enix.

## Historique

### Débuts (1983-1987)
Square est créée en octobre 1983 par le producteur Masafumi Miyamoto, en tant que division de la Denyūsha Electric Company,. Miyamoto cherche une nouvelle équipe pour la création de jeux vidéo sur divers micro-ordinateurs japonais. Il embauche à mi-temps cinq jeunes étudiants prometteurs dont Hiromichi Tanaka et Hironobu Sakaguchi qui abandonnent rapidement leurs études à l'Université Nationale de Yokohama pour se consacrer à la création des jeux de l'entreprise,.
Sakaguchi imagine un premier concept de jeu, il s'agit d'une fiction interactive intégrant des images fixes détaillées, The Death Trap,. Le jeu est édité sur NEC PC-8801 en octobre 1984 puis sur Fujitsu FM-7 en décembre. Il connaît un important succès et s'écoule à 500 000 exemplaires. Avec ce succès, une suite est rapidement mise en chantier, et en septembre 1985 sort Will: The Death Trap II, le deuxième produit de Square, qui connaît aussi le succès avec 100 000 exemplaires écoulés.
Mais le marché des jeux vidéo commence à se développer fortement sur une nouvelle plate-forme : les consoles de salon ; et notamment sur la nouvelle machine de Nintendo, la Famicom. Après le succès de ses deux premiers jeux, Square réussit à obtenir une licence auprès de Nintendo afin de pouvoir développer des jeux sur leur machine. Square commence alors par le portage du jeu Thexder de Game Arts en 1985. À ce moment, les programmeurs sont divisés en deux groupes, l'équipe « A » dirigé par Sakaguchi, et l'équipe « B » dirigée par Tanaka. Tandis que Sakaguchi travaille sur Cruise Chaser Blassty (1986) et King's Knight (1986), Tanaka crée Alpha (1986).
En septembre 1986, Square se détache de la Denyūsha et devient indépendant. À cette occasion, Sakaguchi devient employé à temps plein et est promu director of planning and development. Il fait alors embaucher plusieurs jeunes talents prometteurs. Après Kazuhiko Aoki en 1984, il appelle le programmeur Nasir Gebelli et le compositeur Nobuo Uematsu en 1986. Ces employés de la première heure deviendront au fil du temps le noyau dur de l'entreprise et y laisseront une empreinte visible. En 1986-1987, Square sort de nombreux jeux sur Famicom Disk System et micro-ordinateurs. Les développeurs s'essayent à de nombreux genres et copient les grands succès de l'arcade pour en faire des jeux consoles. 3-D WorldRunner (mars 1987), s'inspire de Space Harrier de Sega tandis que Rad Racer (premier jeu de course de la Famicom), est très proche d'Out Run.
Mais le succès est rarement au rendez-vous, à tel point que la société commence à rencontrer des problèmes financiers,
.

### Création deFinal Fantasyet succès (1987-1991)
En 1986, la société Enix sort Dragon Quest, le tout premier jeu vidéo de rôle (RPG) sur console. Sakaguchi adore et trouve dans ce titre tout ce qu'il voulait lui-même faire. À cause des problèmes financiers, Sakaguchi prend le parti d'une stratégie risquée, il engage de nombreuses ressources dans un nouveau projet de RPG inspiré de Dragon Quest. Le projet est périlleux et peu populaire au sein de la société, mais Sakaguchi le mène à bien et le nomme Final Fantasy en référence à sa situation précaire. Sakaguchi dément que le nom de Final fait référence à la situation précaire de Square.
Final Fantasy sort donc en décembre 1987 et rencontre un très gros succès, bien au-delà des espérances de Sakaguchi. Il se vend à 1,5 million d'exemplaires et renfloue les caisses de la société. Fort de ce succès, Square peut se permettre de créer une troisième équipe de développement, et en 1988, Aoki prend la tête de l'équipe « C ».
Afin de s'implanter en Amérique du Nord, Square crée en mars 1989 une première filiale à l'étranger avec Square Soft, Inc. basé à Redmond aux États-Unis (État de Washington). Elle est chargée de la traduction et de l'édition des jeux dans cette région. Final Fantasy constitue le premier projet de la filiale et est édité dans cette région en juillet 1990.
Square sort une première suite avec Final Fantasy II en décembre 1988. Là encore le jeu est bien accueilli et se vend à un peu plus d'un million d'exemplaires. Suit Final Fantasy III en avril 1990 qui connaît lui aussi un gros succès (1,4 million d'exemplaires). Pendant cette période, Square sort de nombreux autres jeux, mais avec ces succès, Final Fantasy s'impose définitivement comme une licence forte et devient la principale marque de la société. Avec ces succès et l'expérience des employés, la société se spécialise fortement dans le jeu vidéo de rôle sur console, un genre qui sera privilégié durant toute l'existence de l'entreprise.
Parmi les produits de l'entreprise, une nouvelle licence créée par Akitoshi Kawazu se démarque : SaGa. Le jeu Makai Tōshi Sa·Ga constitue le premier opus de cette série et le premier jeu de rôle sur console portable (la Game Boy de Nintendo en l'occurrence). Il rencontre le succès au Japon en 1989 puis en Amérique du Nord l'année suivante où il est édité sous le nom de The Final Fantasy Legend pour mettre en avant la marque la plus forte de Square. Deux suites suivront en 1990 et 1991.

### L'aventure du jeu de rôle sur Super Nintendo (1991-1997)

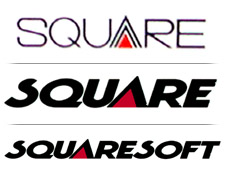
Les deux logos consécutifs de la firme et le logo de la marque Squaresoft.

En novembre 1990 arrive au Japon la nouvelle console de salon de Nintendo, la Super Famicom (ou Super Nintendo en Occident). Elle deviendra rapidement la machine principale de la quatrième génération de consoles. Square développe ses jeux sur la nouvelle console, bien plus puissante. Le premier jeu distribué par la société sur ce support est le nouvel opus de Final Fantasy : Final Fantasy IV, en 1991. Celui-ci innove beaucoup dans le domaine narratif et connaît une nouvelle fois le succès avec près d'1,5 million d'unités vendues au Japon. Sakaguchi est alors promu vice-président exécutif de Square,. Final Fantasy V suit en 1992 et totalise 2,45 millions d'unités écoulées.
En juin 1991, un autre produit connaît aussi une belle réussite. Il s'agit d'un Action-RPG sur Game Boy dirigé par Kōichi Ishii qui s'intitule Seiken Densetsu: Final Fantasy Gaiden. Grâce à une bonne réception, le jeu est édité en Amérique du Nord et bénéficie même d'une sortie en Europe (en 1993) dans une version traduite sous le titre de Mystic Quest. Il s'agit là d'une des premières réussites de Square sur le marché européen. Le jeu donne naissance à une nouvelle licence pour Square, développée sous la houlette d'Ishii,.
La première suite, appelée Secret of Mana en Europe et en Amérique, constitue l'un des premiers véritables succès mondial de Square. Alors que Seiken Densetsu 3 (1995) est réservé au marché japonais, Square développe Secret of Evermore (1995) pour le marché occidental.
La série SaGa se poursuit également au Japon avec Romancing SaGa sur Super Famicom en janvier 1992, puis Romancing SaGa 2
et 3 en 1993 et 1995,. En 1995-1996, l'entreprise sort ses derniers titres pour la Super Nintendo. Chrono Trigger développé par les meilleurs créateurs de la société et des créateurs de jeu extérieurs très célèbres au Japon se vend à 2,5 millions d'exemplaires. Sur une licence appartenant à Nintendo, Square développe aussi Super Mario RPG: Legend of the Seven Stars qui se vend à 1,47 million d'unités au Japon. Mais à la suite de différends financiers à propos des revenus de ce jeu, Square se brouille avec Nintendo.

### Internationalisation et alliance avec Sony (1997-2001)
En 1995, Sony a sorti sa PlayStation dans les trois pôles du marché et cherche de nouveaux partenaires pour créer des produits pour sa nouvelle console. À la suite de son différend avec Nintendo à propos de Super Mario RPG et de la stagnation de Nintendo sur le support cartouche pour sa nouvelle console (la Nintendo 64), Square se rapproche de Sony et se montre très intéressé par le support CD de la PlayStation (qui possède une capacité de stockage bien supérieure). Square créé alors un premier jeu pour la PlayStation, il s'agit du jeu de combat Tobal n°1 sorti en 1996. Le géant du multimédia Sony devient alors un partenaire privilégié de Square, qui s'occupe de l'édition de certains titres majeurs de la firme en Occident à la fin des années 1990,.
Mais le véritable changement vient avec l'édition de Final Fantasy VII sur PlayStation en 1997. Square abandonne Nintendo pour se tourner vers Sony. À cette époque, on soupçonne les deux firmes d'avoir conclu un contrat d'exclusivité (on sait que l'équipe pour Final Fantasy VII a été multiplié par 3 au passage chez Sony), ce qui pourrait expliquer que Square ne développera plus sur une machine Nintendo pendant près de 7 ans (période relativement longue dans le jeu vidéo). Final Fantasy VII connaît un succès colossal avec près de 9,8 millions d'unités écoulées à travers le monde. Le produit constitue la deuxième meilleure vente de la PlayStation et contribue grandement à la réussite de la console de Sony. Ce septième opus innove beaucoup, tant au niveau technique que narratif et bénéficie même de traductions intégrales dans ses versions européennes. Le succès du titre en Europe ouvre la voie au jeu de rôle japonais sur le vieux continent et pousse Square à partir à la conquête du marché américain et européen. L'entreprise travaille alors beaucoup à l'internationalisation de ses jeux, et particulièrement de sa licence principale.
La même année, sort la première transposition de la licence Final Fantasy en jeu de rôle tactique. Il s'agit de Final Fantasy Tactics de Yasumi Matsuno, un créateur de talent qui a rejoint la société en 1995,. Le produit se vend à plus d'1,3 million d'unités au Japon et de 900 000 unités en Amérique du Nord. Avec Tobal n°1 (1996) et sa suite (1997), ainsi que Bushido Blade (1997) et sa suite (1998), l'entreprise s'essaie au jeu de combat. Mais elle se concentre avant tout dans le genre du RPG sur console.
En 1998, l'entreprise essaie de lancer de nouvelles licences comme Xenogears de Tetsuya Takahashi (1,1 million d'exemplaires), Parasite Eve de Takashi Tokita (1,9 million d'exemplaires) ou Chocobo no Fushigi Dungeon (1,1 million d'exemplaires) . Elle reprend aussi d'anciennes licences avec la série de jeu de rôle tactique Front Mission, deux nouvelles suites à la série SaGa ou Chrono Cross (1,5 million d'exemplaires), le successeur de Chrono Trigger. En avril 1998, Square crée la filiale Square Electronic Arts en partenariat avec Electronic Arts, un acteur majeur du marché du jeu vidéo, qui se concentre sur l'édition des jeux en Amérique du Nord,. En Europe, l'édition se fait encore parfois par contrats ponctuels avec des entreprises de la région.
Square développe aussi sa principale franchise, qui est en train de devenir l'une des marques les plus fortes du marché du jeu vidéo. Yoshinori Kitase et son équipe, qui se sont déjà occupés des deux précédents épisodes, créent Final Fantasy VIII (1999) qui connaît une fois de plus un gros succès avec 7,8 millions d'unités vendues. À cette époque, Square capitalise aussi sur cette licence en commençant à sortir des portages des anciens épisodes de Final Fantasy sur les machines actuelles, une politique qu'il développera beaucoup. En fin de vie de la PlayStation, Square sort le neuvième volet de Final Fantasy (2000), cette fois-ci sous la direction de Hiroyuki Itō. Le jeu s'écoule à 5,5 millions d'exemplaires,,.

### Ère PlayStation 2 et fusion avec Enix (2001-2003)
En 2003, Square Co., Ltd. fusionne alors avec Enix, une autre compagnie japonaise de jeu vidéo connue notamment pour sa série Dragon Quest, principale rivale de Square sur le marché du RPG, dans le but de rationaliser les coûts et être plus compétitive.
La nouvelle compagnie porte désormais le nom de Square Enix et s'impose comme un pilier majeur du jeu vidéo de rôle au Japon et dans le reste du monde.

## Filiales et partenariats
Square Pictures, la division cinéma de Square Co., Ltd., va réaliser en 2001 le film Final fantasy, les créatures de l'esprit, premier long-métrage entièrement en images de synthèse réalistes, ainsi que Le dernier vol de l'Osiris, inclus  dans Animatrix, un ensemble de 9 courts-métrages réalisés par des grands noms de l'animation et se déroulant dans l'univers du film Matrix.
La réalisation du film Final Fantasy : les Créatures de l'esprit, de par les moyens techniques révolutionnaires qu'elle nécessite, va faire exploser à de nombreuses reprises le budget initialement prévu. Le succès relativement maigre qu'il obtiendra achèvera de mener la compagnie au bord de la faillite, la contraignant à trouver un partenaire ou un repreneur.
Squaresoft est une marque déposée utilisée par Square entre 1992 et 2003 dans divers produits. Son nom est parfois assimilé au nom de la compagnie elle-même, qu'il faut pourtant distinguer.